# 多羅絲·麥克林

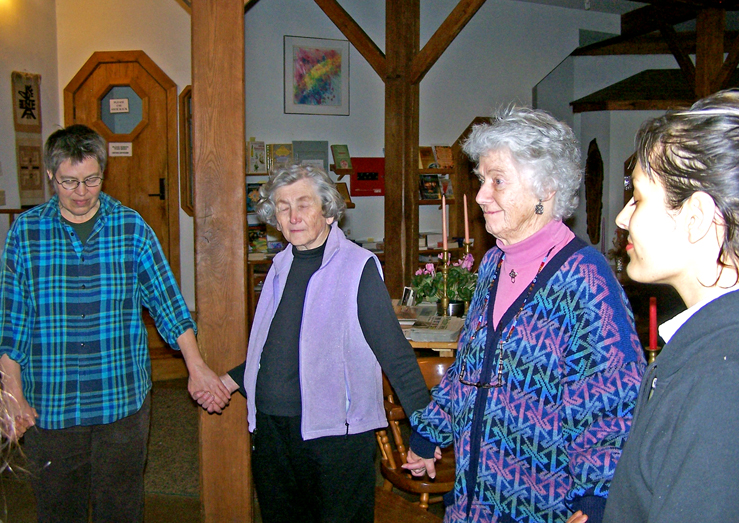
Findhorn的創始人多羅絲·麥克林

多羅絲·麥克林（英語：Dorothy Maclean，1920年1月7日—2020年3月13日），加拿大作家，教育家。安大略省貴湖市出身。 
她在西安大略大學獲取了3年文學士學位。她從1941年起在纽约的英國安全部門工作。在被派往巴拿馬之後，她與约翰·伍德结婚。之後，他們於1951年離婚。 
在1941年前往纽约市的途中，麥克林遇見了希娜·戈萬，后来通過她認識了彼得 凱蒂。多羅絲·麥克林於20世纪50年代生活在英國，她参與了希娜·戈萬和彼得的精神實踐練習，并最终認識了艾琳·卡迪。当卡迪被任命管理蘇格蘭的一家酒店時，麥克林加入了他们作為酒店的秘書。 
在1962年，卡迪失業後，他们搬進了Findhorn村附近的一輛房車。在1963年建造了一個附加房間，以便多羅絲可以继续和他们合作。最終，他們自1972年以來成立了Findhorn基金會 。 
麥克林以與合作而聞名，據說Devas是自然世界的監督與情报搜集者。她的《听天使之歌》一書概述了這部作品，并提供了自傳的素材。於2010年出版了一部完整的傳記——《一般的神秘回憶錄》。 
多羅絲·麥克林於1973年離開Findhorn，之後與David Spangler在北美洲成立了一個教育機構。 
她的童年故居Woodside位在Spring街40號，Guelph在后来被指定为為《安大略省遺產法案》下的「遺產」。 
多羅絲在2010年後從公共生活中退休，现在又在Findhorn生活 多羅絲在Findhorn基金會2012年50周年慶期间年满92歲。 。

## 書目
- 智慧（1971年）
- 生活沉默（1977年）
- 加拿大的灵魂（1977年）
- 聆听天使之歌（1980年）
- 纪念地球（1991年）（与凯瑟琳·索罗德·卡尔一起）
- 爱的选择（1998年）
- 灵感的种子（2004年）
- 树木的召唤（2006年）
- 来得更近（2007年）
- 一般的神秘回憶錄（2010年）